# 恰布蘭卡河
46°21′N 14°25′E / 46.35°N 14.41°E

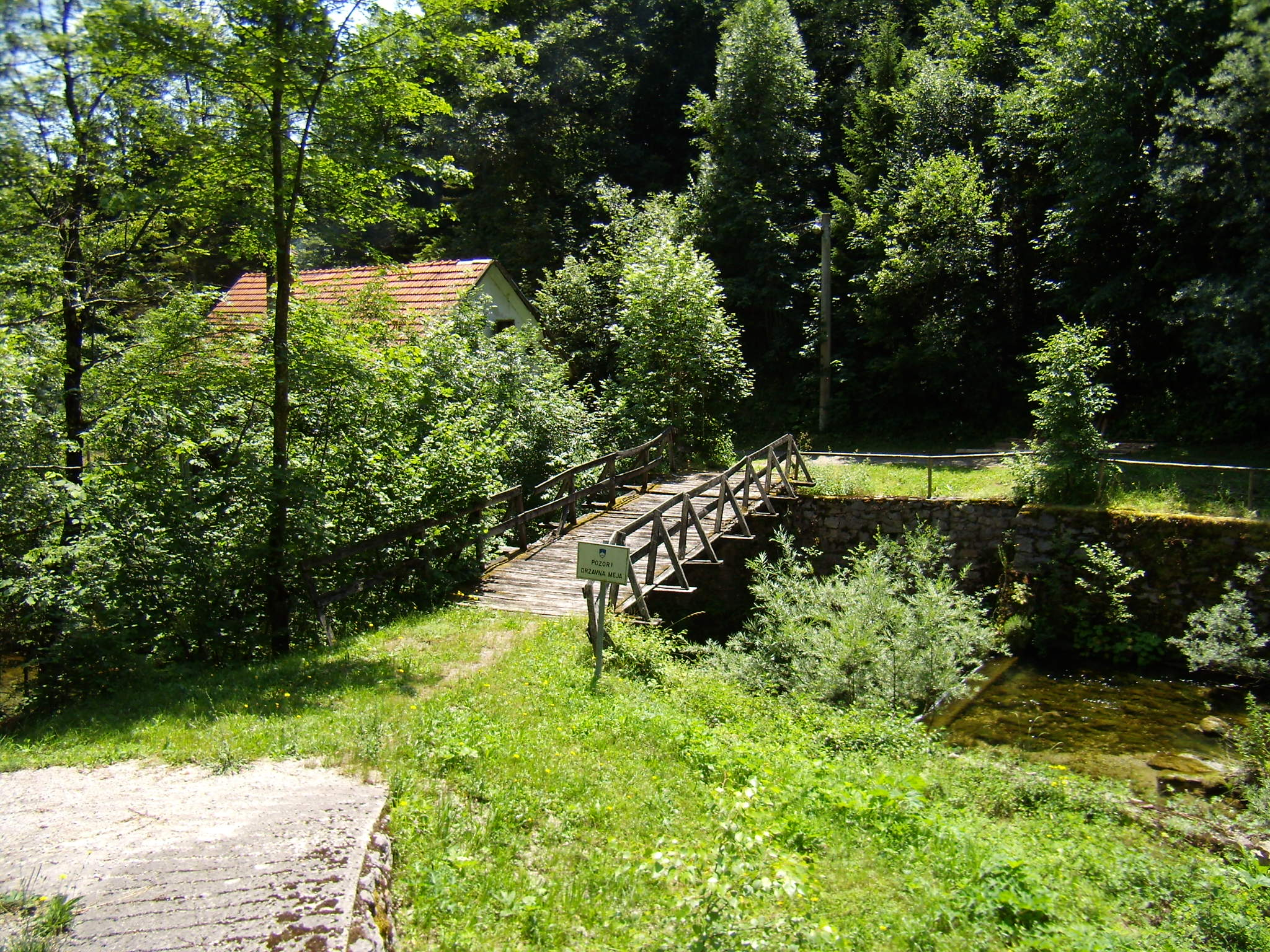

恰布蘭卡河，是中歐的河流，位於斯洛文尼亞和克羅地亞，屬於庫帕河的左支流，河道全長17.5公里，發源自濱海和山區縣的查巴爾附近。